# Санту-Амару (Сан-Роке-ду-Пику)
Санту-Амару (порт. Santo Amaro) — район (фрегезия) в Португалии, входит в округ Азорские острова. Расположен на острове Пику. Является составной частью муниципалитета Сан-Роке-ду-Пику. Население составляет 329 человек на 2001 год. Занимает площадь 12,70 км².
Покровителем района считается Санту-Амару (порт. Santo Amaro).